# سيادة مرسيا

سلسلة من الخرائط توضح الهيمنة المتزايدة لمرسيا خلال القرن الثامن

كانت سيادة مرسيا فترة من التاريخ الأنجلوسكسوني امتدت من حوالي عام 716 إلى عام 825، تميزت هذه الحقبة بتوسع مملكة مرسيا وسيطرتها على باقي الممالك الأنجلوسكسونية السبعة في إنجلترا. يرجّح المؤرخون، وعلى رأسهم السير فرانك ستنتون، أن عهد الملك أوفا (757-796) كان ذروة هذه السيادة، حيث تمكن من توحيد إنجلترا جنوب نهر الهمبر بشكل فعلي. ومع ذلك، لا يزال الجدل قائمًا بين المؤرخين حول طبيعة العلاقة بين مملكتي وسكس وميرسيا خلال تلك الفترة.
بينما تظلّ الفترة الزمنية الدقيقة لسيادة مرسيا موضع نقاش، مع اختلاف الآراء حول ما إذا كانت تشمل عهد كل من بيندا (حوالي 626-655) وولفهير (658-675)، يتفق المؤرخون عمومًا على أنّ هذا العصر قد انتهى عام 825م، بعد هزيمة الملك بيورنولف في معركة إليندون .
يُؤكّد المؤرخ نيكولاس بروكس على مكانة مرسيا المتميزة بين الممالك الأنجلوسكسونية المبكرة، حيث يصفها بأنها "الأكثر نجاحًا" خلال تلك الحقبة، امتدت سيطرتها من عام 633 إلى 825، باستثناء فترة قصيرة خضعت فيها لسيطرة نورثمبريا دامت ثلاث سنوات فقط.
يُعدّ الملك بيندا، الذي وصفه المؤرخ بيدي بأنه «عدو نورثمبريا اللدود»، مسؤولاً عن التوسع المبكر لمملكة مرسيا، لكن عهده انتهى بوفاته في المعركة، والتي أعقبتها فترة قصيرة مدتها ثلاث سنوات عندما حكمت نورثمبريا ميرسيا. في عام 658، قاد ابن بيندا، وولفهير، تمردًا ضد نورثمبريا، واستعاد مملكة مرسيا، شهدت هذه الحقبة توسعًا هائلاً لسيطرة مرسيا، حيث وصل نفوذها جنوبًا حتى جزيرة وايت. ومع ذلك، واجهت مرسيا انتكاسة عام 661 عندما خسرت مقاطعة مملكة ليندسيلصالح نورثمبريا. لكن استعاد الملك إيثيلرد هذه المقاطعة بعد معركة ترينت ‏ عام 679. وبفضل هذه الانتصارات، رسخت مرسيا مكانتها قوةً مهيمنةً في إنجلترا لأكثر من قرن.
لم تكن سيطرة مرسيا على الممالك الأنجلوسكسونية  قوية في بداية القرن الثامن، حتى استعاد الملك أثيلبالد هيمنة مرسيا لأكثر من أربعين عامًا. كان انضمام أوفا عام 757 بمثابة بداية العصر الذهبي لمرسيا. اقترح بعض المؤرخين أن هزيمة أوفا للويلزيين والساكسونيين الغربيين في ويسيكس أسست سيادة مرسيا، التي ظلت دون منازع حتى عام 825 عندما دعم إيغبرت ملك ويسيكس تمرد شرق أنجليا ضد الملك المرسي بيورنولف، الذي أدت هزيمته في إليندون [الإنجليزية] إلى إنهاء السيادة فعليًا.

## الملاحظات
1. ↑  بالقرب من سويندون الحالية
2. ↑  إسيكس وساسكس وكنت